# RGBI
RGBI (engleska skraćenica od Red, Green, Blue, intensity -  crveno, zeleno, plavo, intenzitet - svjetloća) ime je za vrstu video izlaza koji je kompatibilan s IBM CGA video izlazom. Svaka točkica na zaslonu zastupljena je s 4-bita (1/2 bajta). U tih 4-bita bajta, upisana je vrijednost četiri komponente: crveno, zeleno, plavo i svjetloća. S RGBI jedan bajt sadrži dvije točke na ekranu.

## RGBI model boja
Prema RGBI modelu, za svako slovo u nazivu R, G, B i I odvojen je jedan bit u 4 bita(0:plava, 1:zelena, 2: crvena i 3: intenzitet). Intenzitet je dijelovao na sve boje, tako što bi ih osvjetlio ili potamnio zavisno o sadržaju bitova u polju. S ovom tehnikom ubrojavanja proizvodila se paleta boja koja je prikazana u sljedećoj tablici:
| RGBI paleta sa 16 boja | RGBI paleta sa 16 boja | RGBI paleta sa 16 boja | RGBI paleta sa 16 boja             |
| ---------------------- | ---------------------- | ---------------------- | ---------------------------------- |
| 0                      | crna #000000           | 8                      | siva #555555                       |
| 1                      | plava #0000AA          | 9                      | svijetlo plava #5555FF             |
| 2                      | zelena #00AA00         | 10                     | svijetlo zelena #55FF55            |
| 3                      | cyan #00AAAA           | 11                     | light cyan #55FFFF                 |
| 4                      | crvena #AA0000         | 12                     | svijetlo crvena #FF5555            |
| 5                      | magenta #AA00AA        | 13                     | svijetla magenta #FF55FF           |
| 6                      | smeđa #AA5500          | 14                     | žuta #FFFF55                       |
| 7                      | svjetlo siva #AAAAAA   | 15                     | bijela (visoki intenzitet) #FFFFFF |

## Prikazivanje na zaslonu
Prikaz na zaslonu, odvija se tako što se svaka digitalna komponenta: crveno, zeleno, plavo i svjetloća pošalje preko video izlaza na računalu, bez pretvaranja u analogni signal izravno prema zaslonu preko kabela s DE-9 utikačima. Sklopovlje u zaslonu nakon što je primilo digitalni kod za točku, pretvara u analogni signal u rasponu od 0.0V do 1.0 koji se šalje prema katodnoj cijevi u boji prema sljedećoj formuli:
```
crvena   = 2/3*(rednaBoja & 4)/4 + 1/3*(rednaBoja & 8)/8;
zelena = 2/3*(rednaBoja & 2)/2 + 1/3*(rednaBoja & 8)/8;
plava  = 2/3*(rednaBoja & 1)/1 + 1/3*(rednaBoja & 8)/8;
```

Jedina iznimka od je Boja 6 ili tamno žuta koja se tretira na drugačiji način da se dobije bolji ishod odnodno smeđi ton žute tj. da se sa žute prelazi u smeđu boju. 
| Tamno žuta | Tamno žuta |
| ---------- | ---------- |
| 6          | #AAAA00    |

Zbog toga unutar mnogih RGBI zaslona, postoji posebno sklopovlje koje se koristi za prozivodnju ove boje. Sklopovlje ispitiva da li je upaljena boja 6, i zatim prepolovljava vrijednost zelene. Ovo je prikazano u sljedećim pseudo kodom:
```
if (rednaBoja == 6) green = green / 2;
```